# Duits-Spaans Verdrag

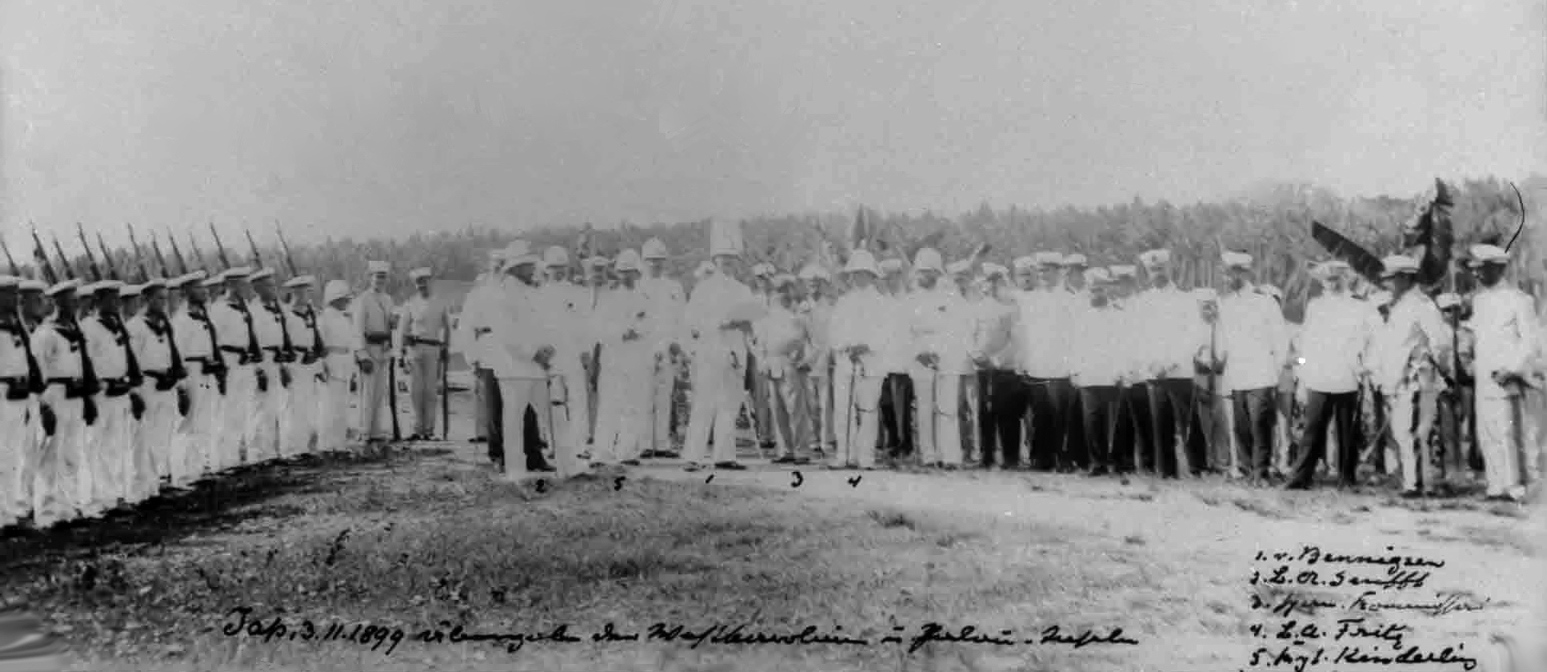
Overdracht van de Westelijke Carolinen op 3 november 1899.

Het Duits-Spaans Verdrag (Duits: Deutsch-Spanischer Vertrag; Spaans: Tratado germano-español) van 12 februari 1898 tussen het Duitse Keizerrijk en het koninkrijk Spanje, waarbij de Spanjaarden hun laatste koloniale territoria in de Grote Oceaan verkochten aan de Duitsers voor 17 miljoen Duitse mark ofwel 25 miljoen Spaanse peseta.
Gedurende de 19e eeuw verloor het Spaanse Rijk veel van zijn kolonies door de Spaans-Amerikaanse onafhankelijkheidsoorlogen. In 1898 verloor Spanje de Spaans-Amerikaanse Oorlog van de Verenigde Staten. Door deze nederlaag verloor het opnieuw kolonies: Cuba werd een Amerikaans protectoraat en zou in 1902 een onafhankelijke staat worden, terwijl de Filipijnen, Puerto Rico en Guam overgingen in Amerikaanse handen. Spanje had op dat moment enkel nog West-Afrikaanse kolonies en ongeveer 6.000 kleine, onbevolkte en onproductieve eilanden in de Grote Oceaan. Deze eilanden waren na de oorlog van 1898 zowel onbestuurbaar (door het verlies van Manilla, het Spaans administratief centrum in de regio) als onverdedigbaar (door de vernietiging van de Spaanse vloot). Hierop besloot de Spaanse regering om de eilanden te verkopen. Duitsland, dat sinds het aantreden van Wilhelm II steeds meer koloniale expansie zocht, toonde interesse en wilde de eilanden overnemen.
De Spaanse eerste minister Francisco Silvela y de Le Vielleuze ondertekende het verdrag op 12 februari 1899. Spanje droeg de Carolinen en de Noordelijke Marianen over aan Duitsland, die deze gebieden onder de jurisdictie bracht van Duits-Nieuw-Guinea. Palau ging mee over. De Duitsers begonnen er na de overdracht met fosfaatontginning en richtten er kokosnootplantages op.
In oktober 1914, tijdens de Eerste Wereldoorlog, veroverde het Japanse Keizerrijk het grootste deel van de Duitse gebieden. Na de oorlog werden deze ondergebracht in het Zuid-Pacifisch Mandaatgebied, een mandaatgebied van de Volkenbond dat werd bestuurd door Japan. Na de Tweede Wereldoorlog en de nederlaag van Japan verwierven de Verenigde Staten de controle over de eilanden.